# Toni Trucks
Toni Trucks (Grand Rapids, 30 settembre 1980) è un'attrice statunitense, nota per il ruolo di Lisa Davis nella serie TV SEAL Team.

## Biografia
Antoinette Lindsay Trucks, detta Toni, è nata a Grand Rapids e cresciuta a Manistee (Michigan). Nel periodo liceale ha frequentato l'Interlochen Center for the Arts, quindi ha proseguito i suoi studi presso la Scuola di musica, teatro e danza dell'Università del Michigan, dove si è diplomata nel 2001, e al Marymount College di Londra.
Le prime esperienze teatrali, prevalentemente musical, sono state ad Ann Arbor, nel 2003 si è trasferita a New York e successivamente a Los Angeles, dove è avvenuto il suo debutto televisivo come protagonista femminile nella serie comica Barbershop, trasmessa dalla televisione via cavo Showtime (2005).
Ha continuato la sua carriera partecipando ad altre serie TV: Veronica Mars (2007), All of Us (2007), Til Death - Per tutta la vita (2008), Brothers (2009),  Dr. House - Medical Division (2011),CSI: NY (2011), The Soul Man (2013), Hostages (2013).
Nel 2012 ha partecipato alla miniserie di genere giudiziario Made in Jersey nella parte di Cyndi Vega, segretaria della protagonista Martina Garretti (interpretata da Janet Montgomery).
Sempre nel 2012 è stata co-protagonista nel film Ruby Sparks, per la regia di Jonathan Dayton e Valerie Faris, e nel campione d'incassi The Twilight Saga: Breaking Dawn - Parte 2, sequel di The Twilight Saga: Breaking Dawn - Parte 1, nel quale interpreta Mary che appartiene al gruppo dei vampiri nomadi del Nordamerica.
Dopo aver partecipato a tre episodi della serie NCIS: New Orleans nel ruolo dell'agente della Guardia costiera Joan Swanson (2016-2017), dal 2017 è tra i protagonisti della serie SEAL Team, nella quale interpreta Lisa Davis, sottufficiale di prima classe della Marina degli Stati Uniti responsabile della logistica di Bravo team, poi ufficiale dell'intelligence del DEVGRU (dalla 3ª stagione).

## Filmografia

### Cinema
- Drive, regia di Rylend Grant – cortometraggio (2001)
- Weapons, regia di Adam Bhala Lough (2007)
- Scrivimi una canzone (Music and Lyrics), regia di Marc Lawrence (2007)
- Mr. Art Critic, regia di Richard Brauer (2007)
- E se... fosse andata diversamente? (What If...), regia di Dallas Jenkins (2010)
- Pizza with Bullets, regia di Robert Rothbard (2010)
- N-Secure, regia di David M. Matthews (2010)
- Rollers, regia di Romeo Antonio (2010)
- The Cost of Heaven, regia di Kenneth Johnson (2010)
- Ruby Sparks, regia di Jonathan Dayton e Valerie Faris (2012)
- The Twilight Saga: Breaking Dawn - Parte 2 (The Twilight Saga: Breaking Dawn - Part 2), regia di Bill Condon (2012)
- Una fantastica e incredibile giornata da dimenticare (Alexander and the Terrible, Horrible, No Good, Very Bad Day), regia di Miguel Arteta (2014)
- Scars, regia di Jonny Zeller – cortometraggio (2020)
- The Shift, regia di Jade Tailor – cortometraggio (2023)

### Televisione
- Barbershop – sitcom (2005)
- If You Lived Here, You'd Be Home Now, regia di Peter Lauer – film TV (2006)
- Veronica Mars – serie TV, episodio 3x12 (2007)
- All of Us – sitcom, 5 episodi (2007)
- Til Death - Per tutta la vita ('Til Death) – sitcom, episodio 3x05 (2008)
- The Life and Times of Marcus Felony Brown, regia di Marcus Raboy – film TV (2008)
- Star Runners, regia di Mat King – film TV (2009)
- The Battery's Down – serie TV, 3 episodi (2009)
- Ab Fab, regia di James Burrows – film TV (2009)
- Brothers – serie TV, episodio 1x13 (2009)
- StarStruck - Colpita da una stella (Starstruck), regia di Michael Grossman – film TV (2010)
- Dr. House - Medical Division (House, M.D.) – serie TV, episodio 8x03 (2011)
- CSI: NY – serie TV, episodio 8x17 (2012)
- Made in Jersey – serie TV (2012)
- The Soul Man – serie TV, episodio 2x06 (2013)
- Do No Harm – serie TV, 3 episodi (2013)
- Hostages – serie TV, 5 episodi (2013)
- Franklin & Bash – serie TV, 10 episodi (2014)
- Grimm – serie TV, episodi 4x06-4x18 (2014-2015)
- The Mentalist – serie TV, episodio 7x11 (2015)
- Chevy, regia di Ben Taylor – film TV (2015)
- Lethal Weapon – serie TV, episodio 1x01 (2016)
- Pure Genius – serie TV, episodio 1x03 (2016)
- NCIS: New Orleans – serie TV, 3 episodi (2016-2017)
- Criminal Minds: Beyond Borders – serie TV, episodio 2x06 (2017)
- SEAL Team – serie TV, 114 episodi (2017-2024)
- Corporate – serie TV, 6 episodi (2018-2020)

## Teatro
- Side Show, musical, Power Center for the Performing Arts, Ann Arbor (2001)
- Good News, musical, Lydia Mendelssohn Theatre, Ann Arbor (2001)
- Children of Eden, musical, Lydia Mendelssohn Theatre, Ann Arbor (2002)
- Follies, musical, Michigan Theater, Ann Arbor (2003)
- Oklahoma!, musical, Power Center for the Performing Arts, Ann Arbor (2003)
- Cabin in the Sky, musical in forma di concerto, The Sol Goldman Y of The Educational Alliance, New York (2003)
- Children of Eden, musical, Ford's Theatre, Washington, D.C. (2004)
- Sweet Charity, musical, Consolati Performing Arts Center, Sheffield, MA (2004)
- Ragtime, musical, Memorial Auditorium at the Duke Energy Center for the Performing Arts. Raleigh, NC (2004)
- Two Gentlemen of Verona, musical, Centerstage di Baltimora (2005)
- Kiss Me, Kate, musical, Wells Fargo Pavilion, Sacramento (2007)
- Stormy Weather, musical, Pasadena Playhouse, Pasadena (2009)
- Cactus Flower, di Abe Burrows (2010)
- By the Way, Meet Vera Stark, musical, Alliance Stage, Atlanta (2013)

## Doppiatrici italiane
Nelle versioni in italiano delle opere in cui ha recitato, Toni Trucks è stata doppiata da:
- Alessia Amendola in Una fantastica e incredibile giornata da dimenticare, SEAL Team
- Eleonora De Angelis in Barbershop
- Patrizia Burul in Ruby Sparks
- Giò Giò Rapattoni in CSI: NY
- Micaela Incitti in Do No Harm
- Michela Alborghetti in NCIS: New Orleans